# Круна (песма)
Круна је песма српске певачице Невене Божовић којом је представљала Србију 2019. године на Песми Евровизије у Тел Авиву. Написали су је Невена Божовић и Дарко Димитров. Објављена је 20. марта 2019. у дигиталном формату.

## Беовизија
10. јануара 2019. године откривени су сви учесници Беовизије међу којима је била и Невена Божовић са својом песмом "Круна". Песма је објављена 20. марта 2019. године у дигиталном формату као једна од 24 такмичарских песама на Беовизији 2019. Наступала је у другом полуфиналу 28. фебруара где је заузела прво место са 22 поена, а у финалу 3. марта је завршила на првом месту са освојених 20 поена, од којих су максималних 12 поена од жирија и 8 поена од публике. Победом на Беовизији постала је и представница Србије на Евровизији која се одржала у мају у Тел Авиву у Израелу.

## Песма Евровизије
Песма Евровизије 2019. је одржана у Тел Авиву у Израелу и састојала се од два полуфинала одржана 14. и 16. маја и од финала одржаног 18. маја. Невена је наступала у првом полуфиналу под редним бројем 9 и завршила на седмом месту са 156 поена што јој је омогућило пласман у финале.
Финале је одржано 18. маја, а Невена је наступала двадесет трећа. На крају је заузела 18. место са освојених 89 поена.